# Thomas Thynne, V marchese di Bath
Thomas Thynne, V marchese di Bath (St. James's, 15 luglio 1862 – 9 giugno 1946), è stato un politico britannico.

## Biografia
Nacque a St. James's, figlio primogenito di John Thynne, IV marchese di Bath, e di sua moglie Frances Catherine Isabella Vesey. Studiò a Eton e Balliol College di Oxford.

## Carriera politica
Fu un deputato al Parlamento per Frome tra il 1886 e il 1892 e il 1895-1896, quando successe al padre al titolo di marchese ed entrò nella Camera dei Lord.
Ha servito sotto Arthur Balfour come sottosegretario di Stato per l'India tra gennaio e dicembre 1905. Venne nominato Lord luogotenente di Somerset nel 1904 e presidente del consiglio della contea di Wiltshire nel 1906, e ha tenuto due posti contemporaneamente fino alla sua morte nel 1946.
Venne nominato Cavaliere della Giarrettiera nel 1917. Tornò al governo nel 1922, quando Andrew Bonar Law lo nominò Magister equitum e fu membro del consiglio privato.
Era tenente colonnello nella Royal Wiltshire Yeomanry e un colonnello onorario del reggimento e del 4º battaglione della fanteria leggera di Somerset. Nel 1937 è stato nominato Pro-Rettore dell'Università di Bristol.

## Matrimonio
Il 19 aprile 1890, sposò Lady Caroline Violet Mordaunt, figlia di Lady Harriet Mordaunt, che al momento della sua nascita era la moglie di Sir Charles Mordaunt, X Baronetto, ma la bambina, secondo i pettegolezzi, era la figlia illegittima del visconte Cole, che fu poi citato in un'azione di divorzio. Ebbero cinque figli:
- Lady Alice Kathleen Violet Thynne (1891-1977), sposò il tenente colonnello Oliver Stanley, figlio di Edward Stanley, IV barone Sheffield ed ebbero figli;
- Lady Emma Margery Thynne (1893-1980), sposò William Compton, VI marchese di Northampton ed ebbero figli;
- John Alexander Thynne, visconte Weymouth (1895-1916), ucciso nella prima guerra mondiale;
- Lady Mary Beatrice Thynne (1903-1974), sposò in prime nozze, Charles Wilson, III barone Nunburnholme ed ebbero figli. Sposò in seconde nozze, Ulrick Alexander. Era una damigella d'onore al matrimonio del principe Alberto, Duca di York, e Lady Elizabeth Bowes-Lyon, il 26 aprile 1923;
- Henry Frederick Thynne, VI marchese di Bath (1905-1992).

## Morte
La marchesa di Bath morì nel maggio 1928, a 59 anni. Egli rimase vedovo fino alla sua morte, avvenuta nel giugno 1946.

## Ascendenza
|                                     |                                  |                                      | Genitori                            |  |  | Nonni |  |  | Bisnonni                           |  |  | Trisnonni                         |  |
|                                     |                                  |                                      |                                     |  |  |       |  |  | Thomas Thynne, II marchese di Bath |  |  | Thomas Thynne, I marchese di Bath |  |
|                                     |                                  |                                      |                                     |  |  |       |  |  | Thomas Thynne, II marchese di Bath |  |  | Thomas Thynne, I marchese di Bath |  |
|                                     |                                  | Elizabeth Bentinck                   |                                     |  |  |       |  |  | Thomas Thynne, II marchese di Bath |  |  |                                   |  |
| Henry Thynne, III marchese di Bath  |                                  |                                      |                                     |  |  |       |  |  | Thomas Thynne, II marchese di Bath |  |  |                                   |  |
|                                     |                                  | Isabella Elizabeth Byng              | George Byng, IV visconte Torrington |  |  |       |  |  |                                    |  |  |                                   |  |
|                                     |                                  | Isabella Elizabeth Byng              | George Byng, IV visconte Torrington |  |  |       |  |  |                                    |  |  |                                   |  |
|                                     |                                  | Isabella Elizabeth Byng              | Lucy Boyle                          |  |  |       |  |  |                                    |  |  |                                   |  |
| John Thynne, IV marchese di Bath    |                                  | Isabella Elizabeth Byng              |                                     |  |  |       |  |  |                                    |  |  |                                   |  |
|                                     |                                  | Alexander Baring, I barone Ashburton | Francis Baring, I baronetto Baring  |  |  |       |  |  |                                    |  |  |                                   |  |
|                                     |                                  | Alexander Baring, I barone Ashburton | Francis Baring, I baronetto Baring  |  |  |       |  |  |                                    |  |  |                                   |  |
|                                     |                                  | Alexander Baring, I barone Ashburton | Harriet Herring                     |  |  |       |  |  |                                    |  |  |                                   |  |
| Harriet Baring                      |                                  | Alexander Baring, I barone Ashburton |                                     |  |  |       |  |  |                                    |  |  |                                   |  |
|                                     |                                  | Ann Louisa Bingham                   | William Bingham                     |  |  |       |  |  |                                    |  |  |                                   |  |
|                                     |                                  | Ann Louisa Bingham                   | William Bingham                     |  |  |       |  |  |                                    |  |  |                                   |  |
|                                     |                                  | Ann Louisa Bingham                   | Ann Willing                         |  |  |       |  |  |                                    |  |  |                                   |  |
| Thomas Thynne, V marchese di Bath   |                                  | Ann Louisa Bingham                   |                                     |  |  |       |  |  |                                    |  |  |                                   |  |
|                                     | John Vesey, II visconte de Vesci | Thomas Vesey, I visconte de Vesci    |                                     |  |  |       |  |  |                                    |  |  |                                   |  |
|                                     | John Vesey, II visconte de Vesci | Thomas Vesey, I visconte de Vesci    |                                     |  |  |       |  |  |                                    |  |  |                                   |  |
|                                     | John Vesey, II visconte de Vesci | Selina Elizabeth Brooke              |                                     |  |  |       |  |  |                                    |  |  |                                   |  |
| Thomas Vesey, III visconte de Vesci | John Vesey, II visconte de Vesci |                                      |                                     |  |  |       |  |  |                                    |  |  |                                   |  |
|                                     |                                  | Frances Letitia Brownlow             | William Brownlow                    |  |  |       |  |  |                                    |  |  |                                   |  |
|                                     |                                  | Frances Letitia Brownlow             | William Brownlow                    |  |  |       |  |  |                                    |  |  |                                   |  |
|                                     |                                  | Frances Letitia Brownlow             | Catherine Hall                      |  |  |       |  |  |                                    |  |  |                                   |  |
| Frances Isabella Catherine Vesey    |                                  | Frances Letitia Brownlow             |                                     |  |  |       |  |  |                                    |  |  |                                   |  |
|                                     |                                  | George Herbert, XI conte di Pembroke | Henry Herbert, X conte di Pembroke  |  |  |       |  |  |                                    |  |  |                                   |  |
|                                     |                                  | George Herbert, XI conte di Pembroke | Henry Herbert, X conte di Pembroke  |  |  |       |  |  |                                    |  |  |                                   |  |
|                                     |                                  | George Herbert, XI conte di Pembroke | Elizabeth Spencer                   |  |  |       |  |  |                                    |  |  |                                   |  |
| Emma Herbert                        |                                  | George Herbert, XI conte di Pembroke |                                     |  |  |       |  |  |                                    |  |  |                                   |  |
|                                     |                                  | Ekaterina Semënovna Voroncova        | Semën Romanovič Voroncov            |  |  |       |  |  |                                    |  |  |                                   |  |
|                                     |                                  | Ekaterina Semënovna Voroncova        | Semën Romanovič Voroncov            |  |  |       |  |  |                                    |  |  |                                   |  |
|                                     |                                  | Ekaterina Semënovna Voroncova        | Ekaterina Alekseevna Senjavina      |  |  |       |  |  |                                    |  |  |                                   |  |
|                                     |                                  | Ekaterina Semënovna Voroncova        |                                     |  |  |       |  |  |                                    |  |  |                                   |  |

## Onorificenze
| Controllo di autorità | VIAF (EN) 64366672 · ISNI (EN) 0000 0000 6315 3275 · BAV 495/108936 · LCCN (EN) no95057164 |